# Caín y Abel (serie de televisión de Corea del Sur)
Caín y Abel (en hangul, 카인과 아벨; romanización revisada, Kaingwa Abel) es una serie de televisión surcoreana de acción, emitida en 2009 y protagonizada por So Ji Sub, Shin Hyun Joon, Han Ji Min y Chae Jung Ahn. Fue transmitida por Seoul Broadcasting System desde el 18 de febrero hasta el 23 de abril de 2009, con una longitud de 20 episodios.

## Argumento
Basada en la historia bíblica de los dos primeros hijos de Adán y Eva, Caín y Abel, centrándose en los celos de estos dos. Lee Cho In (So Ji Sub) es un médico muy inteligente que tiene todo lo que quiere, mientras que su hermano mayor Sun Woo (Shin Hyun Joon), está celoso de toda la atención que Cho In recibe. Sun Woo culpa a su hermano de tomar todo lo bueno en su vida y llevarlo lejos de él, consiguiendo el amor de su padre, cada vez más reconocimiento como doctor y el robo de la mujer que amaba.

## Reparto

### Personajes principales
- So Ji Sub como Lee Cho In.
  - Kang Yi Suk como Cho In (niño).
- Shin Hyun Joon como Lee Sun Woo.
  - Cha Jae Dol como Sun Woo (7 años).
  - Jung Chan Woo como Sun Woo (17 años).
- Han Ji-min como Oh Young Ji.[3]
- Chae Jung Ahn como Kim Seo Yeon.
  - Kim Yoo Jung como Seo Yeon (niña).

### Personajes secundarios
- Park Sung Woong como Oh Kang Chul.
- Kim Hae Sook como Na Hye Joo.
- Jang Yong como Lee Jong Min.
- Baek Seung Hyun como Choi Chi Soo.
- Kang Soo Min como Yang Dong Mi'.
- Song Jong Ho como Kang Suk Hoon.
- Ha Yoo Mi como Kim Hyun Joo.
- Ahn Nae-sang como Jo Hyun-taek.
- Kim Myung Gook como Bang Tae Man.
- Han Da Min como Lee Jung Min.
- Yoo Ho Rin como Nam Yong Tae.
- Kwon Hae-hyo como Kim Jin-geun.[4]

## Emisión internacional
- Hong Kong: HD Jade (2009).
- Japón: WOWOW (2009), TV Tokyo (2010) y BS-11 (2011).
- Tailandia: Channel 3 (2014).
- Taiwán: Star (2010) y Channel [V] (2012).